# Ерба
Ерба (в верховье — Сухая Ерба) — река в России, в восточной части Сыдо-Ербинской котловины, левый приток Красноярского водохранилища. Протекает по территории Боградского района Республики Хакасия. Длина — 89 км, площадь водосборного бассейна — 1190 км². Высота устья — 243 м над уровнем моря.

## Гидрология
Устье имеет вид узкого Ербинского залива, расположено юго-западнее с. Усть-Ерба. Лесистость водосбора — 42 %. Долина извилистая, на дне выражена пойма и надпойменная терраса. Имеет 6 притоков.
Питание смешанное, преимущественно снеговое. Наблюдения за режимом реки проводились на гидрологическом посту у села Знаменка (1950—1968). В режиме выделяются: весеннее половодье (за время которого проходит 50-60 % годового стока), дождевые летне-осенние паводки (до 3-5 за сезон продолжительностью от 2 до 10 дней), летне-осенняя и зимняя межень. Средний многолетний слой годового стока в бассейне — 56 мм. Весеннее половодье начинается обычно в начале апреля и продолжается в среднем 31 день. Первые ледовые явления наблюдаются во 2-3-й декаде октября, ледостав — в конце октября — середине ноября. В отдельные годы река перемерзает (1964). Средний многолетний меженный расход — 0,14 м³/с. Вода умеренно жёсткая. В бассейне 8 прудов, общей площадью зеркал — 94,8 га. Водные ресурсы используются для орошения, обводнения пастбищ, рекреации. Общее водопотребление достигает 43 % годового стока (3,6 млн м³).

## Притоки
- Камышта (лв)
- 49 км: Большая Ерба (пр)
- 67 км: Средняя Ерба (пр)

## Данные водного реестра
По данным государственного водного реестра России относится к Енисейскому бассейновому округу. Речной бассейн реки — Енисей, речной подбассейн реки — Енисей между слиянием Большого и Малого Енисея и впадением Ангары, водохозяйственный участок реки — Енисей от впадения реки Абакан до Красноярского гидроузла.